# 香山岛
香山岛（英语：Xiangshan Island）是中國宋朝之前位于珠江出海口西岸的一个島嶼，目前已和大陆相连。香山岛主体部分包括五桂山山脉及其附近的丘陵、平原和海滨，面积为300多平方公里。据北宋乐史所著的《太平寰宇记》记载，“该地多神仙花卉，故曰香山。”。后来，由于珠江支流西江和北江的河流冲积作用，新三角洲平原逐渐向海推进，宋朝後，香山岛的西部和北部逐渐形成遍布河网的冲积平原，香山成为和大陆相连的陆地。

## 中山岛
在一些英文地理參考書里記載著一個名為中山岛（英语：Zhongshan Island）的島嶼，位置與昔日的香山島相近。它們聲稱島上有人口230萬，澳門則位於該島的南端，实际上是将中山市、珠海市、澳门特别行政区视为一个岛屿，以珠江水道为界。

## 延伸阅读
- 银铠编著：《中山文史第37辑 中山邑史考第一分册》，政协广东省中山市委员会文史委员会。
- 林晓东，余启沃：《中山市地貌特征及发育过程》，《热带地理》，1989年3月。